# Калинівка (Лугинська селищна громада)
Кали́нівка (МФА: [kɐˈɫɪɲiu̯kɐ] ( прослухати)) — село в Україні, у Лугинській селищній територіальній громаді Коростенського району Житомирської області. Населення становить 657 осіб (2001).

## Населення
За даними перепису 2001 року населення села становило 657 осіб, з них 99,85 % зазначили рідною українську мову, а 0,15 % — російську.

## Історія
Перша загадка про село в історичних джерелах датується 1779 роком.
У 1906 році — село Колцки Лугинської волості Овруцького повіту Волинської губернії. Відстань від повітового міста 67 верст, дворів 148, мешканців 1068.
Під час німецько-радянської війни участь у бойових діях брали 335 місцевих жителів, з них 122 особи загинуло, 296 — нагороджено орденами і медалями.
1954 року в Калинівці встановлено обеліск Слави на честь воїнів, які загинули під час німецько-радянської війни.
На початку 1970-х років у селі діяла центральна садиба колгоспу «Більшовик», восьмирічна школа, клуб, 2 бібліотеки із книжковим фондом понад 8 тисяч примірників, медпункт, пологовий будинок, дитячі ясла, відділення зв'язку, 2 магазини.
9 серпня 2016 року включене до складу новоутвореної Лугинської селищної територіальної громади Лугинського району Житомирської області. Від 19 липня 2020 року, разом з громадою, в складі новоствореного Коростенського району Житомирської області.